# Ari-Atoll
Das Ari-Atoll (auch Alif- oder Alifu-Atoll; Dhivehi އ) ist eines der größten Atolle des Archipels der Malediven. Die 105 Inseln des natürlichen Atolls erstrecken sich in einer beinahe rechteckigen Form über eine Fläche von etwa 89 × 30 Kilometern. Das Atoll hatte 12.056 Einwohner zur Volkszählung 2006. Davon lebten 1780 auf Mahibadhoo, der meistbevölkerten Insel.
Mit einer Gesamtfläche von 2252 km² einschließlich Lagune und Riffplattform ist das Ari-Atoll das drittgrößte der Malediven, nach Boduthiladhunmathi (Thiladhunmathi-Miladhunmadulu) und dem Huvadhu-Atoll.
Das Atoll liegt im Westen der Malediven. Der nördliche Teil gehört zum Verwaltungsatoll Alif Alif (zu dem auch das Rasdhoo-Atoll und das Toddu-Atoll gehören), während der südliche Teil das Verwaltungsatoll Alif Dhaal bildet. Die verwaltungsmäßige Teilung in einen Nord- und einen Südteil erfolgte 1998.
Das Ari-Atoll ist Teil des Gebietes, in dem der Tourismus gefördert wird. Die Flugzeit von der Hauptstadt Malé beträgt mit Wasserflugzeugen ungefähr 30 Minuten.

## Weblinks

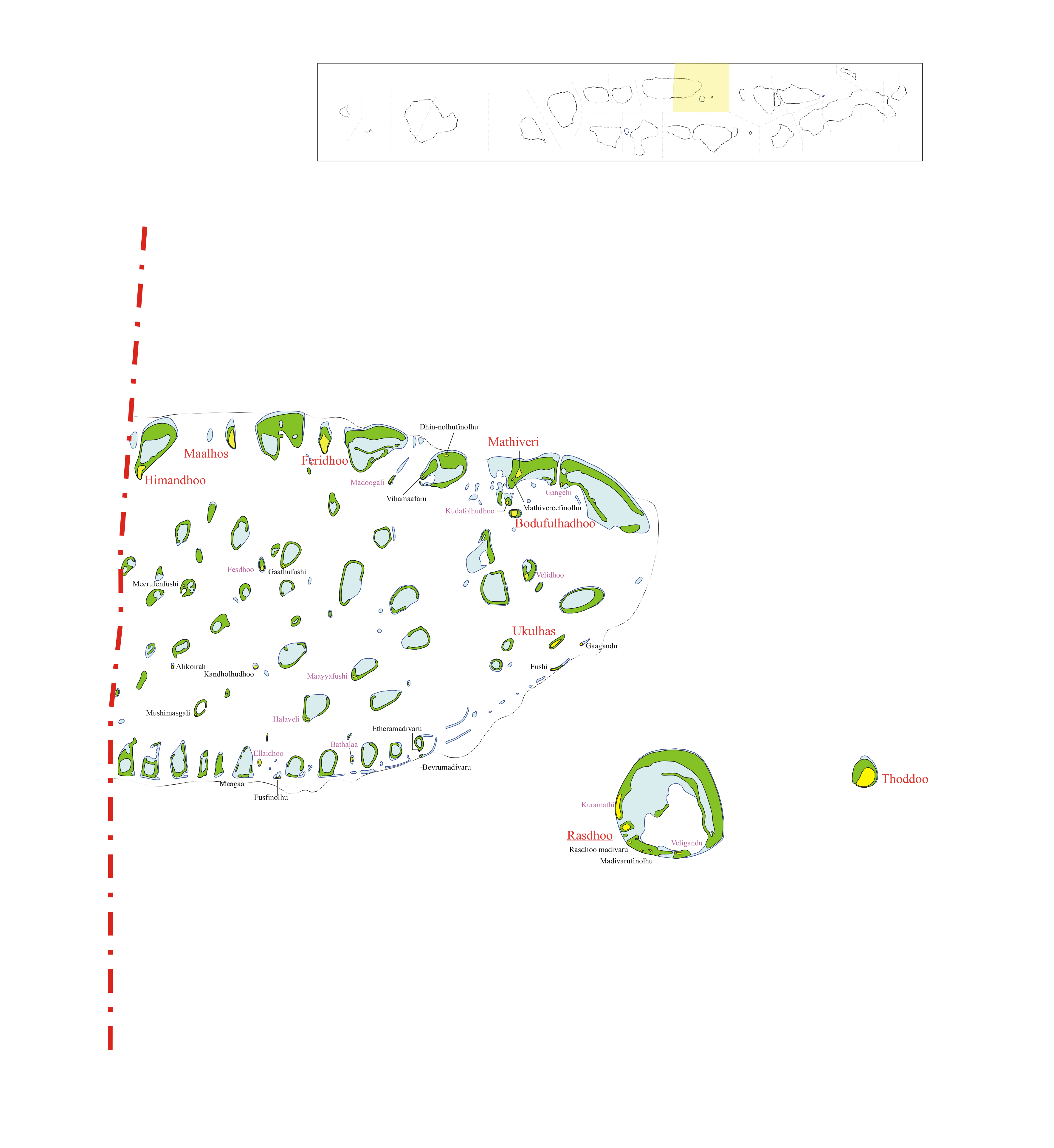

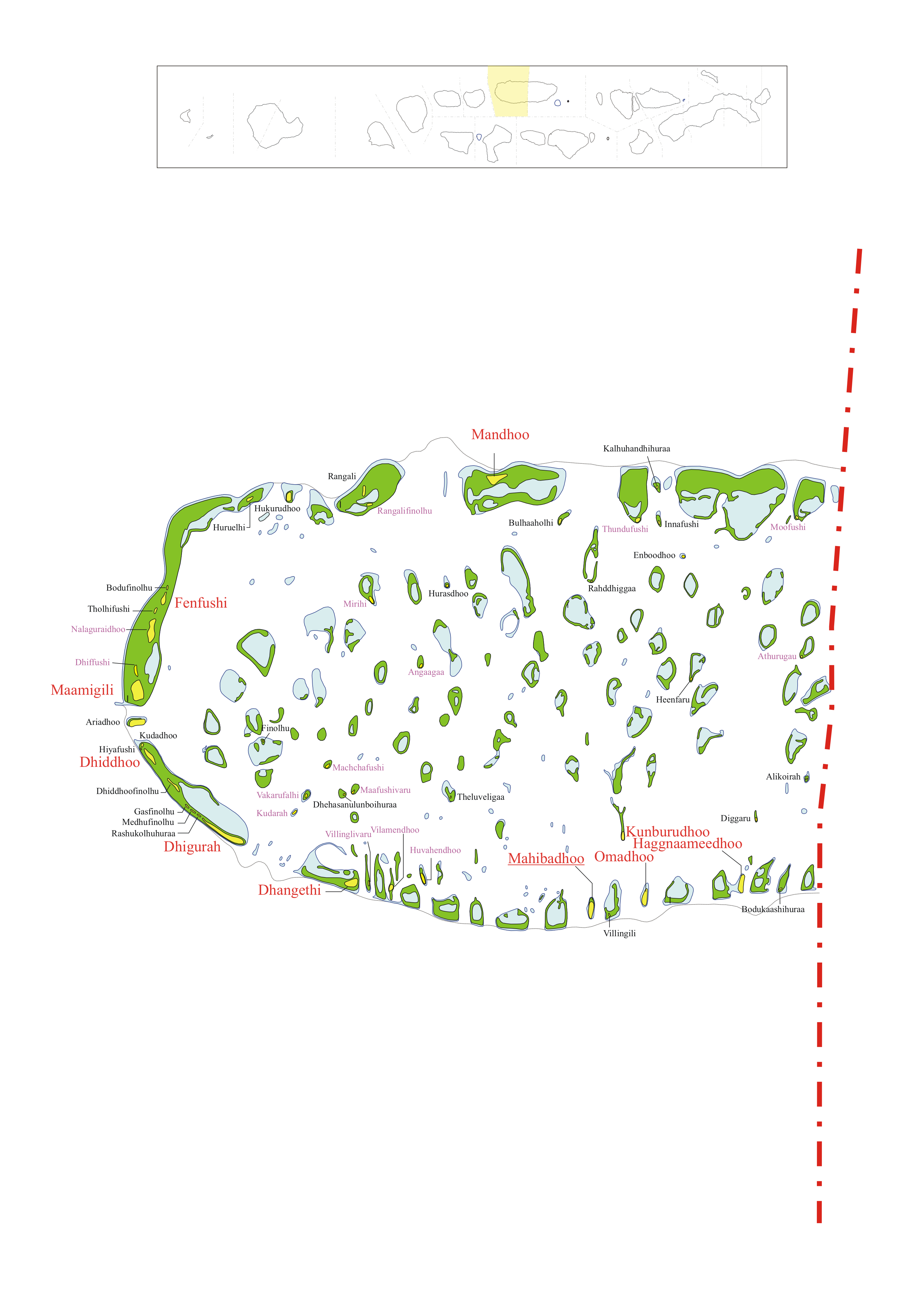

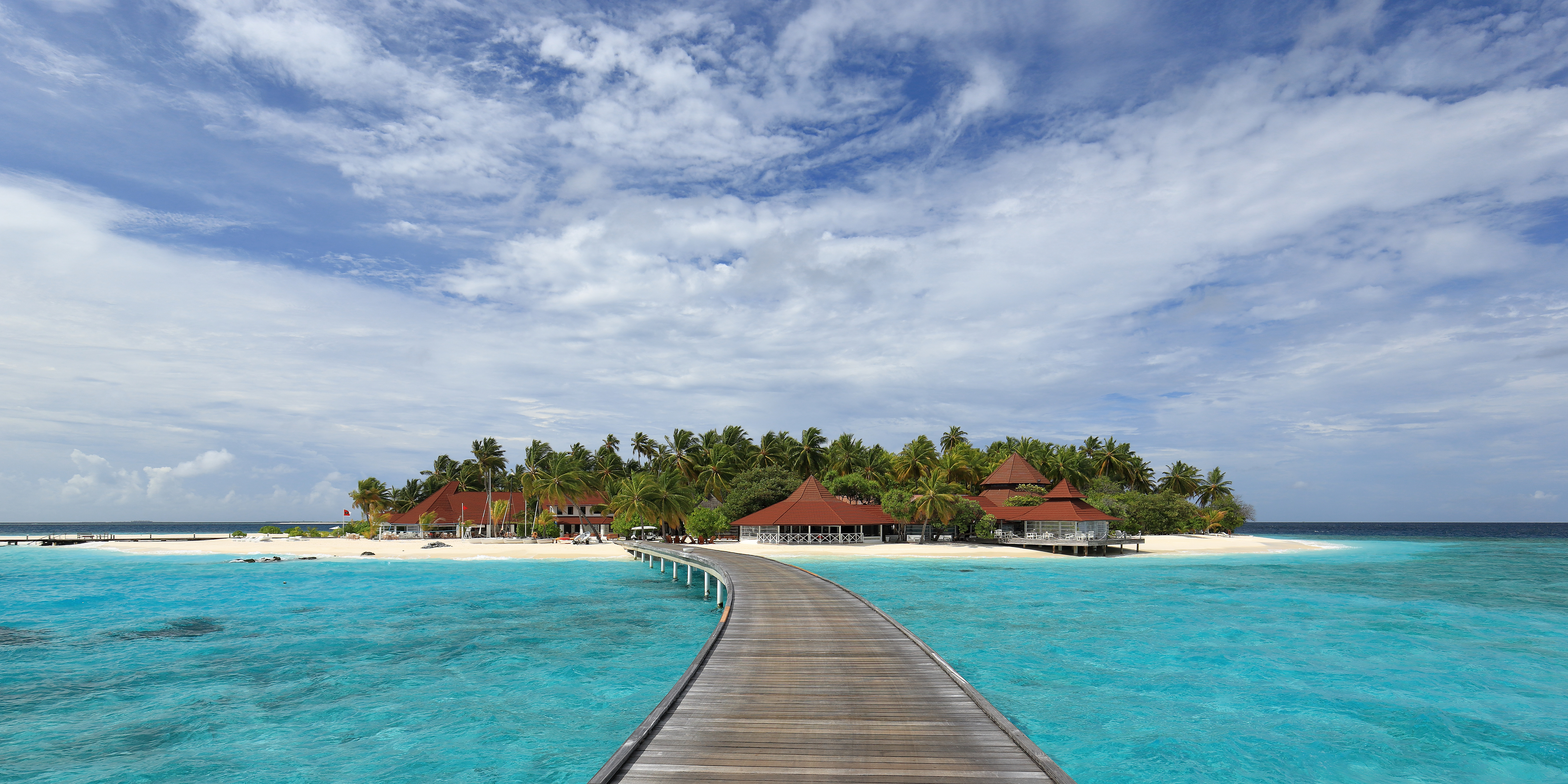
Thudufushi, ein typisches Urlaubsresort des Ari-Atolls